# Opius thoracicus
Opius thoracicus är en stekelart som beskrevs av Costa 1883. Opius thoracicus ingår i släktet Opius och familjen bracksteklar. Inga underarter finns listade i Catalogue of Life.